# 佐世保大空襲
佐世保大空襲（させぼだいくうしゅう）は第二次世界大戦中のアメリカ軍による、1945年（昭和20年）6月28日午後11時50分から翌29日午前2時頃までに行われた長崎県佐世保市に対する空襲（戦略爆撃）。この空襲による死者は、民間人を中心に1,242名に及んだ。

## 概要

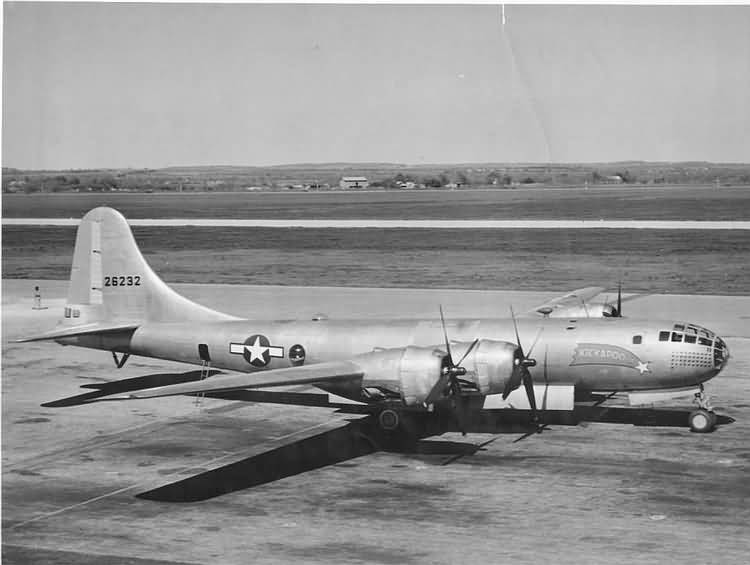
空爆を行ったB-29爆撃機

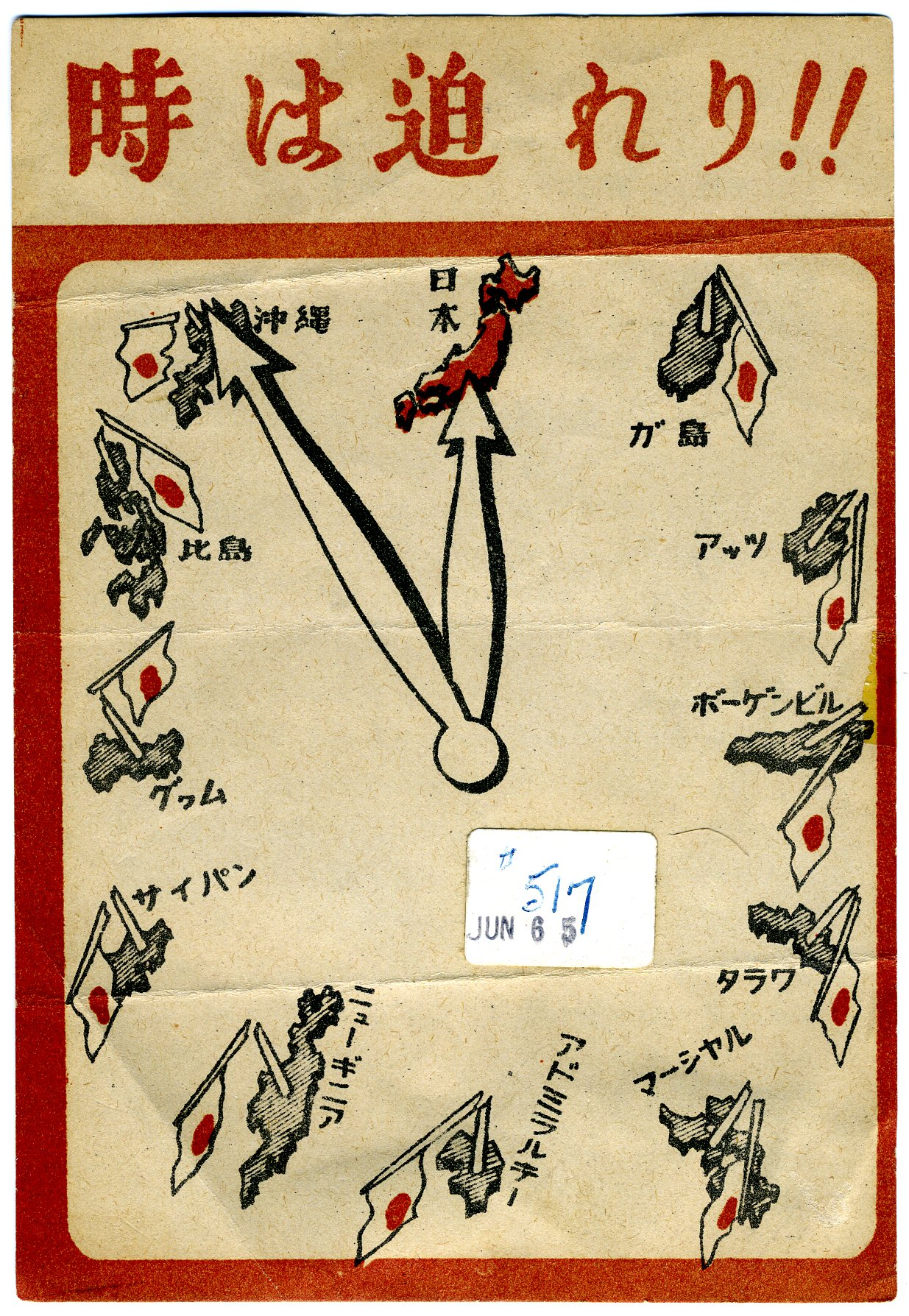
佐世保にも散布された、降伏が時間の問題であることを告げる伝単「時は迫れり!!」

この空襲の前の1945年（昭和20年）3月9日・13日にアメリカ軍の偵察機が来たり、4月8日や5月24日には同軍の爆撃機・ボーイングB29が来襲し、佐世保海軍工廠（現・佐世保重工業）の鋳造工場に被害があったほか、佐世保市民100人余りが犠牲になった。5月24日の空襲は、警戒警報すら発令されない中アメリカ軍機が飛来したが、市民には詳しい状況は知らされていなかった。
そして、アメリカ軍側は6月29日に佐世保市の空襲実施を決定した。この日の佐世保市は梅雨の最中で雨が降っており、「今日は来ないだろう」という市民の不意をつく形での深夜の空襲となった。
アメリカ軍のB29爆撃機141機（第73爆撃団　英語: The 73d Bombardment Wing)がマリアナ諸島サイパンから飛び立ち、午後11時50分頃に佐世保市上空に飛来し、投下目標地点(爆撃中心点)を佐世保市内の宮地町（）付近に定め、焼夷弾投下を開始。推定1,200トンという大量の焼夷弾を2時間ほどの短時間の間に市街中心部一帯に投下し、市内は一部を除きほぼ壊滅状態となった。
梅雨の雨は、「火の雨」に変わった。弓張岳、但馬岳を始めとする市内各所に設置された高角砲台による応戦もまるで歯が立たなかった。
この日には同じように岡山県岡山市が空襲を受けた（岡山大空襲）ほか、6月29日には宮崎県延岡市（延岡大空襲）、福岡県門司市（現：北九州市門司区、北九州空襲）などが空襲を受けている。
このとき、アメリカは門司や佐世保には地対空レーダー（電波探信儀）が配備されていることを知っており、電波を妨害するために特別仕様のB-29爆撃機を初めて編成した。そして、空襲の時間帯にそれぞれの上空（門司には3機、佐世保には4機を割り当てた）を旋回させた。
この大空襲後も、アメリカ軍機が佐世保に飛来するたびに空襲警報が発令されるため、工場の作業効率は低下していった。ついには空襲警報が発令されても退避せず、高射砲の音がした時だけ机の下に潜るようにした行員もいた。7月31日には、アメリカ軍機が日本の降伏が時間の問題であることを示す伝単を散布した。伝単の内容を報道機関は「軍都民の噴飯もの」と報じ、市民も「畜生何をぬかすか、と言って一笑に付した」だけだったが、「口には出さないが、暗々裡に認めさせられたようである」という感想を持った者もいた。
なお、当時、佐世保鎮守府が設置されていた佐世保基地には、空襲による被害はほとんどなく、市街地を中心に焼夷弾を投下したことがうかがえる。また、佐世保海軍工廠も小規模な被害があったのみで壊滅は免れた。

## 慰霊
佐世保市では、毎年6月29日を「佐世保空襲の日」とし、午前10時に市内全域でサイレンを鳴らし、空襲により亡くなられた犠牲者のご冥福を祈り、1分間の黙とうを捧げている。あわせて、「佐世保空襲死没者追悼式」を開催している。
2022年6月29日、佐世保空襲の死没者追悼式が、佐世保市民文化ホール（凱旋記念ホール）で開かれた。犠牲者の冥福を祈るとともに非戦への誓いを新たにした。参列者は午前10時のサイレンに合わせ黙とうした。
2023年6月29日、佐世保市平瀬町にある佐世保市民文化ホールにて佐世保市主催による死没者追悼式が行われた。新型コロナウイルス感染拡大の影響で4年ぶりに一般参列者を招いての通常開催となった。
2024年6月29日、佐世保市の市民文化ホールで追悼式が行われた。遺族など82人が参列した。「佐世保空襲犠牲者遺族会」は高齢化や会員数の減少のため2024年3月末に解散した。

## 佐世保市の被害
- 罹災面積：約1,782,000平方km
- 罹災戸数：12,037戸（当時の佐世保市の全戸数の35％。）
- 罹災者数：60,734人 (当時の佐世保市の全人口の27%。)
  - 死者数：1,242人[2]

## 主な罹災地域と建造物
- 佐世保市中心部一帯
  - 佐世保市役所・佐世保公会堂
  - 佐世保警察署
  - 佐世保郵便局・郵便局電話課（現NTT）
  - 佐世保玉屋
  - 海軍佐世保鎮守府庁舎・司令長官官舎
  - 教法寺
  - 亀山八幡宮
  - 西方寺
  - 佐世保市戸尾国民学校（現・佐世保市立祇園小学校）[45]

## 罹災を免れた建造物
- 三浦町教会
- 佐世保駅
- 凱旋記念館
- 佐世保鎮守府の軍事施設

## 慰霊碑・資料館

### 鎮魂慰霊平和祈願之塔

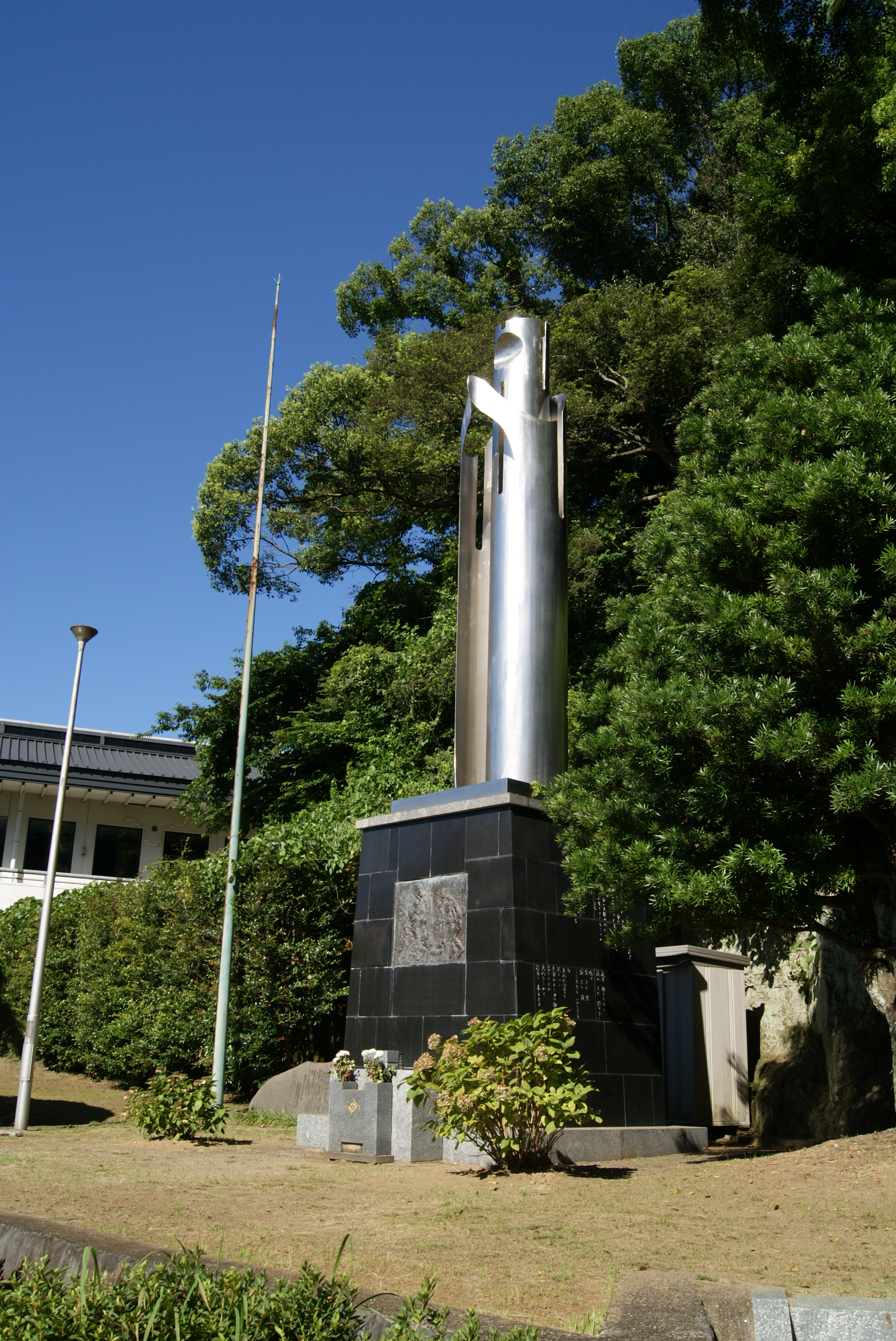
中央公園にある鎮魂慰霊平和祈願之塔

1977年、佐世保空襲犠牲者遺族会によって佐世保市中央公園に鎮魂慰霊平和祈願之塔 が建立された。平和の祈りを捧げる人をモチーフとしてあり、台座の全面には空襲の悲惨さを後世に伝えるためのレリーフが施されている（制作者・河田邦彦）。また、塔の裏手には、空襲当時利用されていた防空壕がある。

### 佐世保空襲死没者墓銘碑
2016年8月31日、「佐世保空襲死没者墓銘碑」  除幕式および記念式典が行われた。この「墓銘碑」には佐世保空襲で犠牲となった方の名前が刻まれている。
佐世保空襲犠牲者遺族会、佐世保空襲を語り継ぐ会による募金活動や名簿の確認作業を行って建立された。この「墓銘碑」（佐世保市名切町）は、新しく整備された佐世保中央公園（佐世保市宮地町）に隣接している公園内にある「鎮魂慰霊平和祈願の塔」（佐世保市熊野町）そばに建立されている。

### 佐世保空襲資料館
2006年、佐世保空襲犠牲者遺族会が佐世保市から暫定的に戸尾小学校の教室を借り受け、佐世保空襲資料室を開設し、佐世保空襲を語り継ぐ会とともに共同で運営を開始。2020年10月24日、展示を拡充して佐世保空襲資料館として新たに開館した。

### 追憶の塔
佐世保郵便局電話課に勤務していて空襲の犠牲となった電話交換手ら34名を慰霊するため、モニュメント「追憶の塔」が1952年に現NTT西日本佐世保営業支点の敷地の一角に建立された。平和を願う鐘と殉職者の名前が刻まれた慰霊碑で構成される。
殉職者の半数以上が女性の交換手で、中には学徒動員で来ていた14歳の少女も含まれている。若い女性が中心であったため、空襲直後の6月30日付の長崎新聞で「焔の中に通信死守 佐世保局 乙女部隊殉職」として報道された。
2024年現在、マクドナルド相生店の駐車場とNTT西日本が運営する立体駐車場との間に存在する 。

## 終戦直後の佐世保市

### ジョー・オダネル（アメリカ海兵隊カメラマン）による佐世保市内の写真撮影
終戦直後の1945年9月2日、ジョー・オダネルはアメリカ海兵隊のカメラマンとして佐世保空襲後の佐世保に上陸し、日本の各地（佐世保、福岡、神戸、広島、長崎など50以上の市町村）を撮影した。1995年に出版した写真集の著書には、空襲で焼け残った佐世保市役所の屋上から佐世保市街地を撮影している自らの姿 「屋上に立つ」やその時撮影した焼け野原となった佐世保市街地の写真「佐世保を見下ろす」など複数枚を掲載している。

### 占領軍の活動と佐世保市の空襲被害　1945年9-10月
昭和館デジタルアーカイブ（昭和館収蔵資料データベース）には、アメリカ海兵隊（占領軍）が1945年9月22日から9月23日に撮影したカラー動画（10分40秒）が「 占領軍の活動と佐世保市の空襲被害　1945年9-10月」として公開されている。

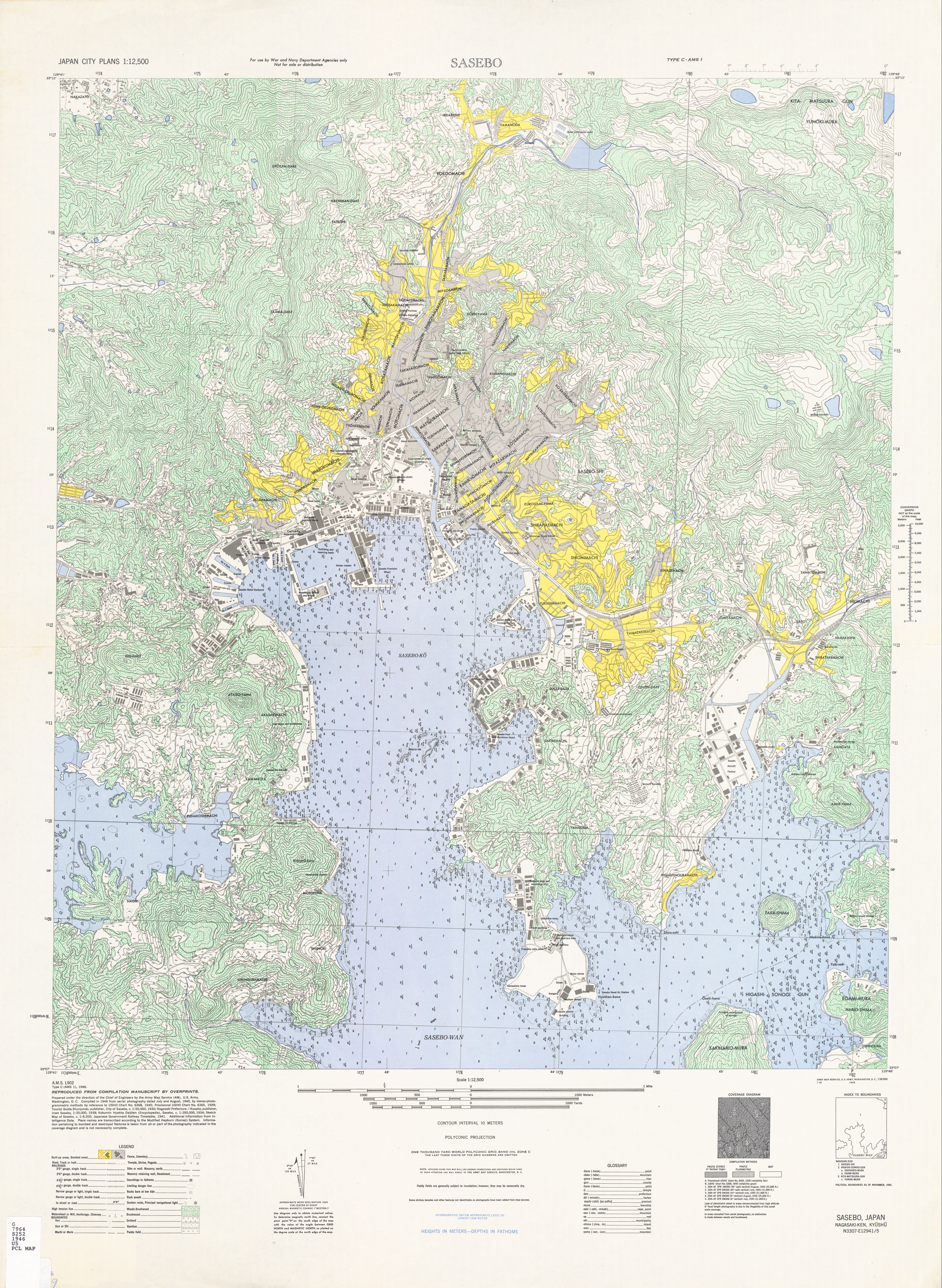
1946年の佐世保港と佐世保市街地（米軍作成地図）

1946年にアメリカ軍が作成した地図がある。地図には空襲で被害を受けなかった住宅地域（黄色表示）と空襲被害で焼失した地域(斜線表示)が記載されている。南に位置するところには現在の崎辺町（さきべちょう）にあった佐世保海軍航空隊の場所を確認できる。